# Saldes
Saldes település Spanyolországban, Barcelona tartományban. Lakosainak száma 301 fő (2024).

## Földrajza
Saldes Bagà, Gisclareny, Vallcebre, Fígols, Gósol és Josa i Tuixén községekkel határos.

## Népesség
A település lakosságának változását az alábbi diagram mutatja:
| Lakosok száma | 435  | 386  | 558  | 1064 | 339  | 338  | 348  | 283  | 274  | 301  |
|               | 1717 | 1887 | 1936 | 1960 | 1986 | 2004 | 2009 | 2014 | 2019 | 2024 |